# Coma White
Coma White est un single du groupe de musique Marilyn Manson publié en 1999, à propos d'une fille prenant des antidépresseurs (ou drogues similaires). Cette chanson est la dernière de l'album Mechanical Animals.
Coma Black, chanson figurant sur l'album Holy Wood (In the Shadow of the Valley of Death), est une suite à ce morceau.
Ce titre est dédié à l'actrice  Rose McGowan, avec qui Manson est en couple à ce moment-là.